# Эйлер, Ларри
Ла́рри Э́йлер (англ. Larry Eyler; 21 декабря 1952, Крофордсвилл, штат Индиана — 6 марта 1994, Понтиак, штат Иллинойс) — американский серийный убийца, признанный виновным и приговорённый к смертной казни при помощи смертельной инъекции за похищение и убийство 16-летнего Дэниела Бриджеса в 1984 году. Позже добровольно признался в убийстве 23-летнего Стивена Агана в 1982 году, предложив также признать свою вину в ещё двадцати нераскрытых убийствах, если штат Иллинойс смягчит его приговор до пожизненного заключения без права досрочного освобождения. Кроме этого, признался в 21 убийстве молодых людей и мальчиков, совершенных на Среднем Западе Соединенных Штатов в период с 1982 по 1984 год.
Ожидая приговор, в 1994 году Эйлер скончался от осложнений, связанных со СПИДом. Незадолго до смерти он признался в убийствах ещё двадцати молодых людей и мальчиков своему адвокату Кэтлин Зеллнер, хотя и отрицал свою ответственность за фактическое убийство Бриджеса, которое, как он настаивал, было совершено предполагаемым сообщником в пяти его убийствах, Робертом Дэвидом Литтлом С согласия клиента,. Зеллнер обнародовала признание Эйлера после официального объявления о его смерти.
Эйлер был известен как Interstate Killer (убийца между штатами) и Highway Killer (убийца с шоссе) из-за того, что многие из его подтверждённых и предполагаемых жертв были обнаружены в нескольких штатах среднего запада в местах, близких к системе межштатных автомагистралей.

## Детство
Ларри Эйлер родился 21 декабря 1952 года в Крофордсвилле, штат Индиана, и был младшим из четырёх детей Джорджа Говарда Эйлера (19 сентября 1924 — 25 сентября 1971) и Ширли Филлис Кеннеди (22 апреля 1928 — 8 июня, 2016). Его отец был алкоголиком, который применял физическое и эмоциональное насилие по отношению к жене и детям. Родители Эйлера развелись в середине 1955 года, его самого и его сестру регулярно отдавали на попечение нянь, приемных семей или просто оставляли на попечение двух старших братьев и сестер (старшему из которых было десять лет), пока их мать изо всех сил пыталась финансово поддержать и обеспечить надлежащий уход за четырьмя детьми, работая на двух работах официанткой и на фабрике по будням, а иногда и в баре по выходным. Когда Эйлер и его сестра находились на попечении приемных семей, мать их часто навещала, и Эйлер утверждал, что эти разлуки и воссоединения сближали семью.
В 1957 году мать Эйлера снова вышла замуж. Этот брак продлился один год, прежде чем она развелась. Его мать вышла замуж в третий раз в 1960 году, однако спустя четыре года снова развелась. В 1972 году она вышла замуж в четвёртый раз. Отец Эйлера и два его первых отчима сильно пили, и он, и его братья с сестрами часто подвергались жестокому обращению, причем один из его отчимов часто держал голову Эйлера под струей горячей воды в качестве формы дисциплины.
Эйлер посещал школу Святого Иосифа в Лебаноне, штат Индиана. Несмотря на высокий рост и занятия спортом, он регулярно становился мишенью для хулиганов, потому что происходил из бедной семьи и развод его родителей часто способствовал тому, что его сестра Тереза конфликтовала с обидчиками брата. Учителя считали Эйлера тихим, но симпатичным учеником, у которого было мало друзей. Из-за его растущего упрямства и неустойчивого поведения мать Эйлера в 1963 году поместила его в дом для непослушных мальчиков. Он счел этот опыт эмоционально разрушительным и в течение нескольких недель со слезами на глазах уговаривал мать позволить ему вернуться домой. Вскоре после этого Эйлер прошел психологическое тестирование, которое показало, что он обладает средним интеллектом, хотя и страдает от серьёзной эмоциональной незащищенности и испытывает крайний страх разлуки и эмоционального одиночества. Сделав заключение о природе страхов из его домашней жизни, персонал учреждения рекомендовал временно поместить Эйлера в католический дом для мальчиков в Форт-Уэйн, штат Индиана. Он оставался в этом заведении в течение шести месяцев, прежде чем вернулся на попечение матери.

### Юность
Достигнув половой зрелости, Эйлер понял, что является гомосексуалом. Он открыто говорил о своей сексуальности только членам своей семьи, хотя и боролся с глубоко укоренившимся чувством ненависти к себе из-за сексуальной ориентации. На протяжении всей средней школы он иногда встречался с девушками, хотя ни одна из этих связей не переросла в физическую. С детства будучи несколько религиозным, Эйлер признавался некоторым близким знакомым, как он изо всех сил пытался принять свою сексуальность.
Отчасти из-за своего равнодушного отношения к учёбе Эйлер не смог окончить среднюю школу, хотя позже он получил сертификат общеобразовательного развития. Вскоре после окончания колледжа Эйлер устроился на работу частным охранником в больницу округа Марион. Он проработал на этой должности шесть месяцев, прежде чем уволиться и найти другую работу в обувном магазине. Начав работать в магазине, Эйлер познакомился с гей-сообществом Индианаполиса, часто посещая гей-бары и вступая в случайные связи с мужчинами. Некоторые из них потом отмечали, что Эйлер отводил глаза от своих партнеров во время полового акта, выкрикивая ругательства, такие как «bitch» (сука) и «whore» (шлюха), это заставляло многих верить, что Эйлер фантазировал о том, что его партнер был женщиной.

## Парафилия
К середине 1970-х Эйлер был хорошо известен в гей-сообществе Индианаполиса — особенно среди тех, у кого был фетиш на кожаные изделия. Несколько знакомых в этом сообществе описывали его как симпатичного, «непринужденного парня» и заядлого культуриста, который был близок со своей матерью и сестрой, хотя другие, кто вступал с ним в половую связь, описывали его как человека с садистскими наклонностями и жестоким характером, который проявлялся только во время сексуальных отношений, часто Эйлер наносил сильные удары спец-инвентарём, а затем наносил легкие ножевые ранения связанным партнерам — особенно в области туловища.
На тот момент Эйлер работал маляром, и хотя он никогда не служил в армии, ему нравилось носить футболки корпуса морской пехоты. Он проживал в кондоминиуме в Терре-Хот, штат Индиана с 38-летним профессором библиотечного дела Робертом Дэвидом Литтлом, с которым он впервые повстречался в 1974 году во время учёбы в университете штата Индиана. Отношения между двумя мужчинами были платоническими, причем Эйлер относился к Литтлу скорее как к отцу.
Эйлер и Литтл регулярно общались в гей-сообществе Индианаполиса, при этом Литтл — социально неуклюжий, неразговорчивый и непривлекательный человек — обычно изо всех сил пытался завязать дружбу или найти сексуальных партнеров во время этих похождений, в результате чего Эйлер часто приводил молодых людей в дом Литтла, чтобы заняться с ними сексом.
Первое покушение на убийство
3 августа 1978 года Эйлер подобрал 19-летнего автостопщика Крейга Лонга на 7-й улице в Терре-Хот. Вскоре после того, как Лонг сел в пикап, Эйлер сделал юноше предложение вступить с ним в интимную связь, после чего Лонг попытался покинуть транспортное средство. В ответ Эйлер приставил нож к груди юноши, на это Лонг заявил: «У меня нет денег». После этого Эйлер выехал за пределы города, заявив: «Мне не нужны твои деньги.» Затем он приказал Лонгу раздеться, прежде чем надеть на юношу наручники, связал ему лодыжки, а затем приказал забраться на заднее сиденье пикапа. Лонг попытался сбежать из пикапа, пока Эйлер раздевался. Эйлер погнался за ним, а Лонг крикнул: «Ты педик!» В ответ Эйлер один раз нанес удар ножом юноше в грудь, повредив лёгкое. Лонг рухнул на землю, и попытался прикинуться мертвым. Позже он, спотыкаясь, добрался до соседнего дома, где жильцы вызвали скорую помощь.
Вскоре после этого Эйлер подъехал к дому, где Лонгу оказали первую помощь, и предложил ключ от наручников помощнику шерифа, утверждая, что он случайно ударил молодого человека ножом. Он был арестован и взят под стражу. При обыске его автомобиля были обнаружены охотничий нож, хлыст с металлическим наконечником, нож для разделки мяса, ещё один комплект наручников, слезоточивый газ и меч.
"Его побуждения овладели им. Он не осознавал, что делает. Он был фантазёром. В данном случае он научился не воспринимать их как живых людей, потому что тогда... они не смогут вернуться. Он научился их убивать."
Позже Эйлеру было предъявлено обвинение в нанесении побоев при отягчающих обстоятельствах, в котором он согласился признать себя виновным. Судья установил ему залог под поручительство в размере 10 000 долларов, сумму, которую собрали друзья. Он был освобожден под залог до 23 августа. В этот день адвокаты Эйлера предложили Лонгу чек от Литтла на 2500 долларов в обмен на его согласие не выдвигать обвинений. Лонг принял предложение, и Эйлер изменил свои показания о признании вины на невиновен. Таким образом, он был оправдан 13 ноября, будучи оштрафован на 43 доллара в качестве судебных издержек.

## Длительные отношения
В августе 1981 года Эйлер завязал долгосрочные отношения с 20-летним женатым мужчиной Джоном Добровольскисом. Добровольскис жил со своей женой, двумя детьми и тремя приемными детьми на Норт-Гринвью авеню в Чикаго, штат Иллинойс. Его жена Салли терпимо относилась к сексуальной ориентации своего мужа и к тому факту, что любовник её мужа часто жил у них по будням, платя треть арендной платы.
И Эйлер, и Добровольскис имели склонность к садомазохизму, и их сексуальная активность часто включала в себя то, что Эйлер привязывал своего партнера к приспособлениям, прежде чем приступить к избиению плетью, при этом он осыпал Добровольскиса проклятиями, перед тем как они занимались сексом. Хотя ни Эйлер, ни Добровольскис не были склонны к моногамии, пара считала свои отношения постоянными. Тем не менее, Эйлер постоянно добивался заверений в том, что он был единственным мужчиной в жизни своего возлюбленного, и известно, что они часто спорили из-за обвинений Эйлера в изменах своего возлюбленного. Эти споры иногда приводили к тому, что Добровольскис бил Эйлера, однако тот никогда не мстил в этих физических столкновениях. Также споры пары происходили из-за Роберта Литтла, который не скрывал от Эйлера своей сильной неприязни к Добровольскису и возмущался тем фактом, что у того были долгосрочные отношения.
Кроме основной работы маляром в Иллинойсе по будням, по субботам Эйлер также подрабатывал продавцом в винном магазине в Гринкасле, штат Индиана. Таким образом, он регулярно путешествовал между двумя штатами, проживая бесплатно в резиденции Литтла в Терре-Хот по выходным.

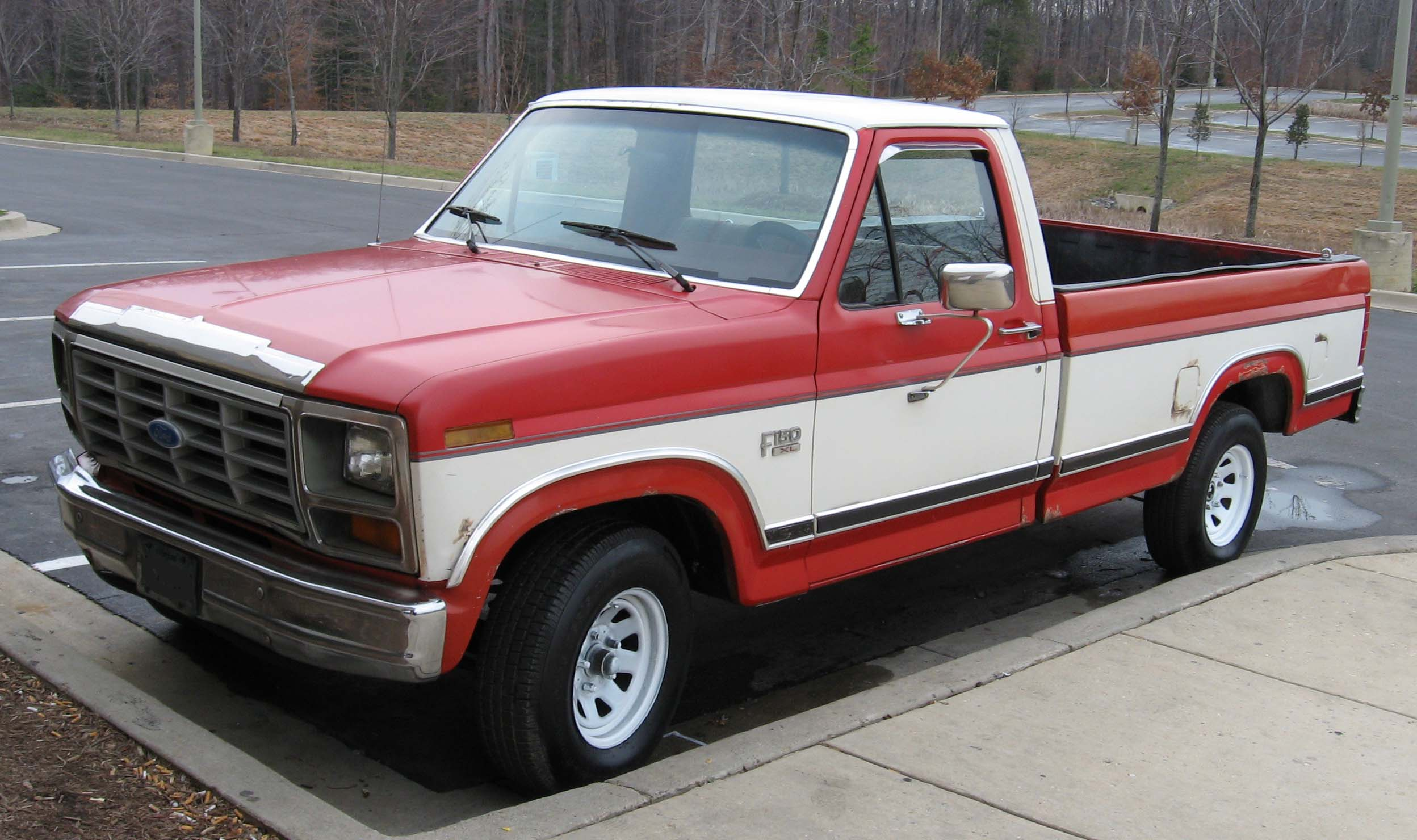
Седьмое поколение пикапов Ford F-Series. Эйлер управлял серебристой моделью этого автомобиля, когда совершал свои похищения.

## Убийства
Известно, что в период с 1982 по 1984 год Эйлер совершил как минимум двадцать одно убийство и одно покушение на убийство. Все его убийства включали в себя удержание жертвы, и несколько жертв были подвергнуты садомазохизму различной степени, прежде чем их зарезали, причем большинство ран были нанесены жертве в грудь и живот. Его жертвы, как правило, употребляли алкоголь и седативные средства, такие как этихлорвинол, прежде чем их усмиряли и убивали. Несколько жертв были выпотрошены после смерти, и известно, что Эйлер расчленил тела четырёх своих жертв. Жертвы, как правило, выбрасывались в полях вблизи основных автомагистралей между штатами, причем их брюки и нижнее белье часто находились на уровне колен или лодыжек, а рубашки и кошельки пропадали с места преступления.
12 октября 1982 года Эйлер заманил 21-летнего Крейга Таунсенда в свой автомобиль в Краун-Пойнт, штат Индиана. Несмотря на то, что его накачали наркотиками, сильно избили, а затем бросили голым без сознания в поле (в результате чего Таунсенд также пострадал от переохлаждения), молодой человек пережил это нападение.
Одиннадцать дней спустя, 23 октября Эйлер похитил и убил 19-летнего Стивена Крокетта. Его тело было обнаружено на кукурузном поле в округе Канкаки приблизительно через двенадцать часов после убийства. Вскрытие показало, что Крокетт был избит, а затем зарезан, получив тридцать два ножевых ранения, в том числе четыре в голову.
Неделю спустя, 30 октября 26-летний Эдгар Андеркофлер исчез из Рантула, штат Иллинойс. Его тело было обнаружено только 4 марта 1983 года в поле недалеко от Дэнвилла, штат Иллинойс.
В следующем месяце Эйлер убил 25-летнего бармена Джона Джонсона. Его тело было обнаружено месяц спустя в Лоуэлле, штат Индиана.
20 ноября Эйлер похитил 19-летнего автостопщика Уильяма Льюиса в месте, недалеко от Винсеннеса, штат Индиана. Он был зарезан и похоронен в поле недалеко от Ренсселера, штат Индиана.
19 декабря в Терре-Хот был похищен 23-летний Стивен Аган. Его тело было обнаружено 28 декабря в лесу недалеко от дороги номер 63 штата Индиана. Осмотр пристройки заброшенной фермы недалеко от места преступления выявил несколько следов человеческой плоти на стенах в тех местах, где была повреждена штукатурка, поэтому следователи предположили, что Аган был подвешен к стенам этого дома, где убийца нанес ему телесные повреждения. Отметив обширные увечья на животе, груди и горле Агана, коронер, проводивший вскрытие, доктор Джон Плесс, в своем отчете о вскрытии сослался на «чудовищную ярость», которую убийца Агана продемонстрировал по отношению к жертве, добавив вероятность того, что возможно в этом убийстве участвовало больше одного преступника. Сразу после завершения вскрытия Агана Плесс провел вскрытие тела 21-летнего Джона Роуча, чье тело было найдено в тот же день недалеко от межштатной автомагистрали 70 в округе Патнам, штат Индиана. Плесс отметил поразительное сходство в травмах, нанесенных Роучу и Агану; снова отметив множественные ножевые ранения на животе жертвы, верхней части грудной клетки и горле, что наводит на мысль о ярости, проявленной преступником.
30 декабря 22-летний выпускник Йельского университета Дэвид Блок исчез из Хайленд-Парк пригорода Иллинойса, сообщив своей семье о намерениях навестить друга в соседнем городе Хайвуд. Его тело было обнаружено 7 мая 1984 года фермером в поле к югу от иллинойского шоссе 173.

### 1983
24 января 1983 года Эйлер похитил и убил 16-летнего Эрвина Гибсона из округа Лейк, штата Иллинойс. Его тело было обнаружено только 15 апреля, брошенное поверх тела собаки, которая также была зарезана.
Считается, что в период с марта по апрель 1983 года Эйлер убил ещё как минимум пять жертв в возрасте от 17 до 29 лет. 9 мая тело 21-летнего Дэниела Скотта Макнейва было обнаружено в округе Хендрикс в поле недалеко от дороги номер 39 штата Индиана. Раны, нанесенные Макнейву, сразу же связали его убийство с другими жертвами, предположительно связанными с тем же преступником. Он получил одиннадцать ножевых ранений в шею, пять в спину и одиннадцать в живот, причем одно ранение привело к тому, что части его тонкой кишки торчали из брюшной полости. Кроме того, на запястьях и лодыжках Макнейва были обнаружены рубцы, а его джинсы были спущены до лодыжек. Как и в случае с другими жертвами, на теле Макнейва не было никаких признаков того, что он подвергался сексуальному насилию.
Девять дней спустя Эйлер убил 25-летнего Ричарда Брюса в Эффингеме, штат Иллинойс. Его тело было сброшено с моста в ручей и пролежало там до 5 декабря.
К началу 1983 года многие в гей-сообществе Индианы предположили, что внезапное увеличение числа исчезновений и убийств молодых мужчин могло быть делом рук одного преступника. Хотя полиция регулярно проводила рейды в гей-барах и книжных магазинах в дополнение к постоянной открытой съёмке посетителей этих заведений, чтобы выявить передвижения подозреваемых, в том же месяце гей-газета «The Works» (Фабрика), пытаясь помочь полиции, создала анонимную телефонную горячую линию и опубликовала статью, в которой высказывались предположения относительно личности и мотивов преступника, который, как они предполагали, изо всех сил пытался принять свою сексуальность. При содействии членов гей-сообщества и семьи одной из жертв убийств редакция газеты предложила вознаграждение в размере 1500 долларов за любую полученную информацию, которая приведет к поимке убийцы.
К началу весны 1983 года полиция Индианы предварительно связала несколько убийств молодых мужчин, совершенных в штате, с одним и тем же преступником. Через шесть дней после обнаружения тела Макнейва полиция штата Индиана провела совещание, на котором присутствовали тридцать пять детективов каждой из четырёх юрисдикций, где были обнаружены тела молодых мужчин с ранами, свидетельствующими об одном и том же преступнике. Вывод этой встречи состоял в том, что в каждой юрисдикции убийцей был один и тот же человек и что все, участвующие в расследовании, должны сформировать единую оперативную группу, предназначенную для задержания подозреваемого. Четыре отдельных расследования убийств в Индиане были объединены в одно, и следователи договорились, что в состав этой оперативной группы войдут два детектива из полиции каждого штата, два из полиции Индианаполиса и по два из каждого округа, участвующего в розыске. Этой оперативной группой, получившей название межведомственная следственная группа центральной Индианы, командовал лейтенант Джерри Кэмпбелл из полиции Индианаполиса. Вся полученная информация была внесена в компьютеризированную базу данных, связанную с общегосударственной полицейской системой.

## Оперативная группа
В первый день существования межведомственной следственной группы центральной Индианы они связалась с ФБР и Национальным центром криминальной информации, описав метод убийства и захоронения тел преступником, которого они искали. Были запрошены дополнительные ресурсы полиции, и обнаружены жертвы убийств мужского пола чьи раны соответствовали заявленному образцу, была установлена связь между этими случаями. Вскоре после этого следователи из штата Кентукки связались с оперативной группой, сообщив, что 22 марта в округе Мэдисон было обнаружено тело 29-летнего жителя Лексингтона Джея Рейнольдса. Его зарезали где-то ещё, а тело потом, скорее всего, было перевезено в место обнаружения. Несколько дней спустя следователи из Чикаго сообщили, что 9 мая в Торн-Крик было найдено тело 18-летнего афроамериканского подростка Джимми Робертса с тридцатью пятью ножевыми ранениями. Обе жертвы были связаны с розыском одного и того же преступника, которого оперативная группа назвала убийцей с шоссе.
6 июня бывший любовник Эйлера Томас Хендерсон позвонил на конфиденциальную горячую линию следственной группы, чтобы высказать свои подозрения в том, что Эйлер может быть убийцей, которого они ищут; он объяснил, что его бывший любовник был обвинен в «каком-то нанесении ножевых ранений» молодому автостопщику в 1978 году, был жестоким и вспыльчивым, любил заниматься связыванием (БДСМ). Хендерсон добавил, что Эйлер по субботам работал в винном магазине в Гринкасле, а по выходным жил в Терре-Хот с мужчиной постарше. Он также сообщил следователям, что в мае 1982 г., Эйлер накачал наркотиками 14-летнего мальчика, позже бросил того без сознания в лесу недалеко от Гринкасла. К мальчику не приставали, и следователи предположили, что Эйлер дал мальчику успокоительное, чтобы проверить эффективность препарата.
Проводя проверку биографии Эйлера, следователи обнаружили, что он был арестован в 1978 году за попытку сексуального насилия над подростком-автостопщиком, которого он ударил ножом и оставил умирать. Наручники на запястьях юноши и связывание его лодыжек соответствовали modus operandi (латин. образу действия) убийцы с шоссе, у жертв которого также были обнаружены рубцы на запястьях и лодыжках. Кроме того, было известно, что Эйлер регулярно путешествовал между Индианаполисом и Чикаго. Эта информация была сочтена достаточной для неофициального отслеживания местонахождения Эйлера, но не для того, чтобы поместить его под полное наблюдение.

### Досье ФБР
По просьбе межведомственной следственной группы центральной Индианы ФБР разработало психологический профиль неизвестного убийцы, который, по их предположениям, был белым мужчиной в возрасте от двадцати до тридцати лет, разнорабочим грубой внешности, что было причиной его ненависти к самому себе по поводу его сексуального влечения к другим мужчинам.
Индивидуум будет проецировать образ «мачо» и искать компанию и одобрение других мужественных мужчин, чтобы ощутить чувство принадлежности; такой индивидуум часто посещал бы «бары для быдла» и был бы чем-то вроде ночной совы, но при этом жил бы на грани гомосексуальной паники; всегда боялся, что другие заклеймят его как «гомосексуалиста». Из-за этого страха такой преступник может выражать ненависть к гомосексуалистам, чтобы скрыть свое сексуальное влечение к тем, у кого он искал признания. Более того, ФБР предсказало, что по завершении убийства преступник символически сотрет этот акт, предприняв элементарную попытку прикрыть свою жертву листьями или землей, и что у этого человека, вероятно, был сообщник среднего возраста, принадлежащий к среднему классу и заметно более умный, участвовавший в нескольких его первоначальных убийствах. Поскольку многие жертвы были атлетического и гибкого телосложения, этот профиль также предсказывал, что преступник был физически сильным человеком. Прогнозы в этом профиле относительно силы преступника подтверждались наличием глубоких рубцов на запястьях многих жертв, что свидетельствует о том, что они изо всех сил сопротивлялись связыванию и надеванию наручников.

### Последующие убийства
2 июля частично одетое тело неопознанного испаноязычного мужчины было обнаружено в поле в двух милях от города Пакстон, в округе Форд, штат Иллинойс. Жертва была убита 27 или 28 июня, и ей неоднократно наносились ножевые ранения в живот. Восемь недель спустя, 31 августа, бригада по обрезке деревьев обнаружила тело ещё одной жертвы, 28-летнего Ральфа Кализа, в поле недалеко от платной дороги близ шоссе номер 60 штата Иллинойс. Следователи округа Лейк быстро связали это убийство с убийствами двух других молодых людей, чьи тела были обнаружены рядом с этим погибшим ранее в 1983 году (Эрвин Гибсон и Густаво Эррера). На теле Ральфа Кализа были следы от семнадцати ударов мясницким или охотничьим ножом, причем несколько ранений были нанесены в живот, в результате чего участки тонкой кишки вывалились наружу.
В начале сентября чикагский репортёр WLS-TV Гера-Линд Коларик отметила сходство между убийством Кализа 31 августа и двумя более ранними смертями молодых мужчин в округе Лейк. Коларик была знакома с другими убийствами молодых мужчин, совершенными в Индиане, с аналогичными характерными ножевыми ранениями, и предположила, что исполнитель этих более ранних убийств в Индиане начал убивать и/или избавляться от тел своих жертв в округе Лейк. Беседуя со следователями округа Кук, штат Иллинойс, Коларик обнаружила, что ещё двое молодых мужчин — жертв убийства, которые жили или исчезли из пригорода Чикаго в 1982 году, также были обнаружены с многочисленными ножевыми ранениями на теле, а их брюки и нижнее белье были опущены по щиколотку, и это произошло в округе Канкаки, штат Иллинойс, и Лоуэлле, штат Индиана.
8 сентября следователи из юрисдикций обоих штатов, где были обнаружены эти дополнительные тела, встретились со старшими представителями оперативной группы в Краун-Пойнте, чтобы обсудить, были ли эти дополнительные пять смертей также связаны с одним и тем же преступником. Все пять убийств были добавлены в список жертв преступника, составленный оперативной группой, который, как теперь стали полагать следователи, убил до семнадцати молодых мужчин.
Месяц спустя, 4 октября, два грибника из округа Кеноша, штат Висконсин обнаружили человеческое туловище в пластиковом пакете. Жертва была опознана как 18-летний Эрик Хансен, которого в последний раз видели живым 27 сентября в Сент-Фрэнсис, штат Висконсин. Голова, руки и ноги Хансена были отделены от туловища ножовкой, а само туловище было полностью обескровлено. Голова и руки так и не были найдены.
18 октября частично разложившиеся тела ещё четырёх жертв были обнаружены рядом с дубом недалеко от заброшенного фермерского дома в Лейк-Виллидж, штат Индиана. Все жертвы были мертвы уже несколько месяцев, и все четверо умерших были похоронены лишь частично, так что части тела каждой жертвы были видны над землей, это позволяет предположить, что убийца не прилагал особых усилий чтобы скрыть следы преступлений. Трое из этих жертв — белые — были похоронены с одной стороны дерева, на расстоянии трех футов друг от друга, головами на север. Четвёртая жертва — неопознанный афроамериканец в возрасте от 15 до 18 лет — была похоронена с другой стороны дерева. Все жертвы были заколоты, у каждого тела было более двух десятков ножевых ранений лезвием длиной не менее восьми дюймов, и брюки каждой жертвы были спущены до лодыжек.
Два месяца спустя, 7 декабря, охотник обнаружил частично погребенный скелет ещё одной жертвы в округе Хендрикс, недалеко от шоссе номер 40. Жертва была опознана как 17-летний Ричард Уэйн, который исчез 20 марта во время поездки из Калифорнии домой в Монпелье, штат Индиана. Тело второй, менее разложившейся жертвы было обнаружено под остатками сгоревшего дома на колесах в нескольких футах от того места, где был похоронен Уэйн. Было установлено, что этот покойный был афроамериканцем, ростом приблизительно 5 футов 9 дюймов (1.75м), его останки так и не были опознаны.

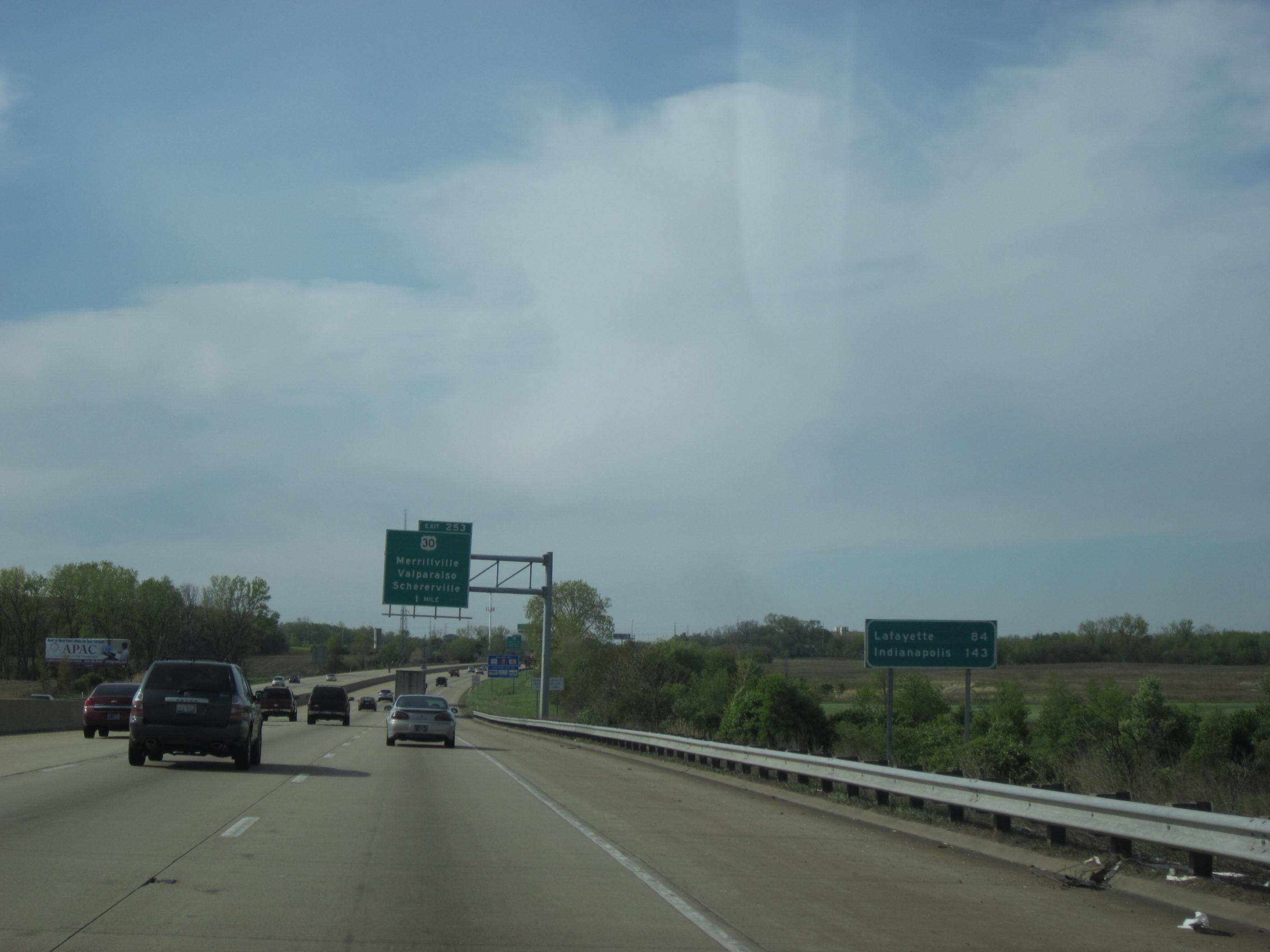
Межштатная автомагистраль номер 65 в Индиане. Эйлер был арестован за нарушение правил дорожного движения рядом с этим шоссе 30 сентября 1983 года.

## Первый арест
30 сентября Эйлер был арестован в Лоуэлле, штат Индиана, за обычное нарушение правил дорожного движения. Во время задержания он находился в компании молодого автостопщика, и оба мужчины были арестованы и задержаны для допроса в полицейском участке Лоуэлла. Эйлера первоначально задержали по обвинению в домогательстве молодого мужчины с целью секса после того, как сержант по имени Уильям Котран — без согласия Эйлера и до того, как сообщить ему, что он арестован — обыскал его пикап на обочине дороги и обнаружил два мотка нейлоновой веревки. Его автомобиль был конфискован.
Вскоре после полудня два следователя из межведомственной следственной группы центральной Индианы провели официальное собеседование с Эйлером, который, как они сообщили, стал подозреваемым в серии убийств из-за анонимного телефонного звонка, полученного от его бывшего знакомого. Хотя Эйлер был готов обсудить любой другой аспект своей жизни и их подозрения в том, что он совершил убийство, но отказался обсуждать свою сексуальность. Отвечая на вопрос об убийствах Джона Роуча и Дэниела Макнейва, Эйлер заявил, что читал репортажи об обоих убийствах в Indianapolis Star, но отрицал, что когда-либо совершал убийство. Он согласился на просьбу следователей провести криминалистическую экспертизу своего транспортного средства, а также согласился разрешить следователям сделать свою фотографию, копии своих отпечатков пальцев и позднее подвергнуть его проверке на полиграфе.

### Поиск доказательств
При обыске автомобиля Эйлера был обнаружен нож, два мотка нейлоновой веревки, наручники, молоток, две бейсбольные биты, киянка и хирургическая лента. Осмотр обуви и транспортного средства Эйлера показал, что отпечатки его ботинок в точности совпадают с гипсовыми слепками, сделанными с отпечатков, обнаруженных рядом с телом Ральфа Кализа. Рисунок следов от шин его автомобиля также был признан похожим. Более того, под рукояткой ножа, найденного в его автомобиле, была обнаружена кровь, и было известно, что он регулярно ездил на работу между тремя районами Индианы и Иллинойса, где были обнаружены тела нескольких жертв: Гринкасл, Терре-Хот и Чикаго. Кроме того, образ жизни Эйлера полностью соответствовал тому, который был предсказан на основании психологического портрета убийцы, ранее составленного ФБР.
По завершении криминалистической экспертизы пикапа Эйлера следователи из Индианы сообщили, что он может покинуть место содержания под стражей и сохранить за собой право владения своим транспортным средством. Из-за опасений, что Эйлер, который теперь подозревался в убийстве, может избавиться от любых потенциальных улик, рано утром 1 октября следователи из межведомственной следственной группы центральной Индианы получили ордер на обыск дома Роберта Литтла в Терре-Хот. Обыск был проведен на рассвете 2 октября и выявил дополнительные косвенные улики, такие как квитанции по кредитным картам, указывающие на присутствие Эйлера в юрисдикциях Иллинойса и Индианы в даты, когда были убиты идентифицированные жертвы, связанные с убийцей с шоссе. Изучение телефонных счетов показало, что Эйлер регулярно пользовался оплаченными звонками в дом Литтла в нечетное время, вскоре после того, как предположительно идентифицированные жертвы были убиты. Один из этих звонков в дом Литтла был сделан с телефона-автомата рядом с больницей округа Кук 8 апреля — дата убийства очередной жертвы Густаво Эрреры. Записи о госпитализации показали, что Эйлеру оказали помощь в связи с глубоким порезом на руке в этот день, который, как он утверждал, был вызван падением со своего грузовика, когда он приземлился на стеклянную бутылку из-под пива; изъятые квитанции показали, что на следующий день он приобрел наручники и нож. Следователи также обнаружили, что Эйлер и Литтл провели несколько недель в отпуске в Нью-Йорке, вернувшись в Индиану незадолго до убийства Кализа. Эти разоблачения побудили одну из участниц оперативной группы Кэти Бернер отметить своим коллегам, что если Эйлер не был убийцей, которого они искали, то он ежедневно следил за настоящим убийцей.
Поскольку отпечатки шин, полученные властями Индианы, не подходили для сравнения с отпечатками, полученными на месте убийства Кализа, следователи Иллинойса получили разрешение от прокурора штата на изъятие грузовика Эйлера. Автомобиль был конфискован шерифом округа Лейк вечером 2 октября, при этом Эйлер сопровождал следователей в Уокиган, где его снова допросил следователь Дэн Колин. Он признался Колину в своей склонности быть доминирующим партнером на сеансах бондажа, что его отношения с Добровольскисом были чем-то вроде отношений любви и ненависти, что они с Добровольскисом часто ссорились и что его возлюбленный иногда бил его. Он отрицал, что следы шин и отпечатки ботинок, обнаруженные на месте убийства Кализа, принадлежат ему, добавив, что он никогда не встречался с жертвой. Затем Колин обратился к Эйлеру: «Ларри, мы кое-что знаем о тебе. Ты бы подрался с Джоном, при этом свою злость выместил на другом, пырнув его ножом, представляя, что это Джон». Это обвинение заставило Эйлера вздрогнуть.

## Юридическое представительство
Вскоре после своего освобождения из-под стражи 4 октября Эйлер обратился за юридическим представительством к чикагскому адвокату Кеннету Дитковски. Получив подтверждение от заместителя главного следователя округа Лейк о том, что у полиции недостаточно доказательств для официального обвинения его клиента в убийстве, Дитковски 11 октября подал гражданский иск как против полиции шерифа округа Лейк, так и против полиции штата Индиана, ссылаясь на угрозы своему клиенту и утверждая, что следователи в обоих штатах нарушили четырнадцатую поправку и гражданские права Эйлера, привлекая его к коллективному расследованию с недостаточными уликами, позволяющими официально обвинить его в убийстве. Этот иск требовал возмещения ущерба в размере 250 000 долларов США против одиннадцати названных должностных лиц в обоих штатах.

### Анализ доказательств
6 октября отпечатки ботинок и отпечаток шины, обнаруженные на месте убийства Ральфа Кализа, были отправлены в штаб-квартиру ФБР в Вашингтоне, округ Колумбия для дальнейшего анализа и сравнения со всеми вещественными доказательствами, обнаруженными следователями штата Индиана в рамках усилий оперативной группы чтобы криминалистически связать Эйлера с этим конкретным убийством. Несколько дней спустя ФБР сообщило следователям, что отпечатки ботинок полностью совпадают, включая четыре характерных места износа и повреждения подошвы. Обширные пятна крови, которые были определены как группа крови A-положительная, также были обнаружены внутри этой обуви. Кроме того, шины на автомобиле Эйлера были двух разных производителей, и было установлено, что физические отпечатки, обнаруженные на месте убийства, принадлежат шинам этих двух разных производителей. Сами по себе отпечатки шин идеально подходили с точки зрения глубины сцепления.
27 октября следователи из межведомственной следственной группы Центральной Индианы и округа Лейк провели совещание, чтобы определить, имеются ли достаточные доказательства для обвинения Эйлера в убийстве. Результаты этой встречи убедили сотрудников двух юрисдикций в наличии достаточных доказательств для предъявления Эйлеру обвинения в убийстве Ральфа Кализа. На следующий день следователи получили ордер, разрешающий им изъять образцы волос и крови Эйлера для дальнейшего сравнения с доказательствами, ранее извлеченными из автомобиля Эйлера, которые должны были быть вручены на следующий день — в день слушания гражданского иска Дитковски.
Гражданский иск Дитковски был рассмотрен в Здании суда Соединенных Штатов Эверетта Маккинли Дирксена 29 октября, когда Дитковски запросил разрешение на доступ к показаниям под присягой, которые следователи использовали для запроса ордера на обыск автомобиля Эйлера. Хотя Дитковски утверждал перед судьей Полом Эдвардом Планкеттом, что против его клиента не существовало «ни малейших доказательств», судья Планкетт, рассмотрев коллективные показания следователей под присягой, постановил, что Дитковски не мог получить доступ к документам на текущую дату. Когда Эйлер уходил с этого слушания, два следователя округа Лейк предъявили Дитковски ордера, разрешающие им забрать образцы крови и волос Эйлера. Образец крови Эйлера показал, что его группа крови О-положительная.

## Официальное обвинение в убийстве
29 октября Эйлеру было официально предъявлено обвинение в убийстве Кализа, а залог за него был установлен в размере 1 миллиона долларов, и первоначальная дата судебного разбирательства назначена на 19 декабря. Он заявил о своей невиновности, добавив в анонимных интервью СМИ, что обвинение нанесло ущерб его репутации среди его семьи и друзей, и заявил что, если бы он убил любого человека, существовали бы реальные доказательства.
1 ноября следователи округа Лейк получили ордер на обыск, чтобы провести повторный обыск в доме Роберта Литтла. Основная цель этого ордера на обыск состояла в том, чтобы определить, были ли пропавшие футболки и кошельки жертв сохранены в качестве сувениров. Хотя следователи изъяли 221 предмет одежды, ювелирные изделия, фармацевтические препараты и фотографии «Polaroid», ни один из найденных предметов не изображал ни одну из жертв убийства и не принадлежал ей; однако ключ, найденный в ходе этого обыска, в точности соответствовал ключу, найденному под телом Стивена Агана. Позже было установлено, что этот ключ подходит к двери офиса, где Эйлер работал в 1982 году.
С одобрения его матери, а также Литтла и Добровольскиса, 12 ноября вместо Кеннета Дитковски в качестве законного представителя Эйлера был назначен адвокат по уголовным делам Дэвид Шипперс. Шипперс решил изменить стратегию защиты, принятую его предшественником, также запретив своему клиенту давать какие-либо дальнейшие интервью средствам массовой информации.

### Вопросы законности
После длительного предварительного слушания по доказательствам в декабре 1983 года окружной судья округа Лейк Уильям Блок постановил, что, хотя первоначальный арест Эйлера за нарушение правил дорожного движения был юридически действительным, его последующее задержание, во время которого полиция Индианы изъяла улики и теперь представила их ему, было получено без веской причины, и что задержание Эйлера было незаконным. Дополнительное слушание, чтобы определить, следует ли защите ходатайствовать о не оглашении вещественных и косвенных доказательств, полученных следователями в период с 30 сентября по 22 ноября, и ходатайство об аннулировании различных ордеров, санкционирующих эти обыски и арест имущества, были назначены на 23 января 1984 года.

## Освобождение из-под стражи
На последующем слушании в январе 1984 года, чтобы определить, следует ли оглашать вещественные доказательства, обнаруженные после ареста Эйлера, сержант полиции Джон Павлакович признал, что основной причиной, по которой полиция Лоуэлла продлила задержание Эйлера 30 сентября, было ожидание прибытия в Лоуэлл членов оперативной группы, собранной для расследования серии убийств, и что Эйлер никогда официально не находился под арестом в связи с каким-либо преступлением, кроме сексуальных домогательств к мужчине. Дальнейшие показания, относящиеся к обыску, проведенному полицейскими округа Лейк и Чикаго в резиденции Добровольскиса 3 октября показали, что этот обыск был проведен без ордера.
Оперативная группа из Индианы и мы смогли, работая вместе, отследить передвижения Ларри в течение целого года. Нам известно о двадцати одном убийстве. Благодаря квитанциям, счетам и тому, что у нас есть, мы смогли установить его местонахождение в девяти сценах… вот дата исчезновения Стива Крокетта; вот когда его нашли, а вот где Ларри покупал бензин поблизости. Вот звонок из спортзала, где тренировались Ларри и Джон Бартлетт. Вот когда Бартлетт исчез, а вот квитанция о заправке практически с того места, где был найден Бартлетт… разве вы не видите закономерности? Он убивает и делает звонок. Это его привычка. Теперь, когда вы с ним расстались, вам лучше надеяться, что больше не будет междугородних звонков в Терре-Хот.
После четырёх дней дачи показаний судья Блок отложил слушание до 27 января, чтобы рассмотреть свое решение, сообщив помощнику прокурора штата и Дэвиду Шипперсу, что существовали достаточные прецеденты как для признания, так и для не оглашения доказательств.
1 февраля судья Блок постановил, что, хотя Эйлер подписал отказ «Миранды» при задержании, он был взят под стражу для допроса по обвинению, не связанному с убийством, и только позже был задержан по обвинению в домогательстве. Ссылаясь на правило исключения в качестве основы для своего решения, судья Блок постановил, что вещественные доказательства, обнаруженные следователями Иллинойса при сравнении отпечатков его ботинок и следов шин с гипсовыми слепками, обнаруженными на месте преступления Кализа, были «испорчены», поскольку их поиск был вызван первоначальным незаконным задержанием Эйлера следователями штата Индиана в нарушение его конституционных прав. Более того, хотя следователи из Иллинойса получили ботинки Эйлера от своих коллег из Индианы через повестку в суд, ботинки никогда официально не были изъяты властями Индианы. Блок далее постановил, что фактов, подробно изложенных в показаниях полиции под присягой на обыск в доме Роберта Литтла, было недостаточно для получения ордера на обыск. За исключением отпечатков шин и образцов волос и крови, полученных от Эйлера, Блок приказал не оглашать все полученные доказательства. Блок также уменьшил сумму залога Эйлера до 10 000 долларов на эту дату.
В результате этого решения Эйлер был освобожден из-под стражи 6 февраля 1984 года, его семья и Роберт Литтл заплатили уменьшенный залоговый взнос. Условия, наложенные на залог Эйлера, предусматривали, что он не может покинуть Иллинойс. В попытках обжаловать это решение прокуроры подали несколько судебных исков, включая апелляцию на не оглашение этих доказательств в Верховном суде. Эти апелляции не увенчались успехом.
Через четыре недели после освобождения из-под стражи Эйлер навсегда переехал в Чикаго. Он проживал в жилом комплексе в Роджерс Парк, мебель для которого купил Роберт Литтл, оплачивая еженедельную арендную плату, и купил новый комплект шин для своего пикапа. По просьбе своих адвокатов Эйлер отказался сообщить Джону Добровольскису свой новый адрес, хотя его любовник вскоре узнал, где жил Эйлер.

### Убийство Дэниела Бриджеса
Примерно в 10:30 вечера 19 августа 1984 года Эйлер заманил 16-летнего юношу Дэниела Бриджеса в свою квартиру в районе Uptown, Чикаго. Младший из тринадцати детей, Бриджес был бродяжкой и обычным беглецом, который, будучи гетеросексуалом, занимался мужской проституцией с двенадцатилетнего возраста. Бриджес был близким знакомым другой жертвы Эйлера Эрвина Гибсона и, как известно, с опаской относился к Эйлеру, которого он описал репортеру NBC (которому было поручено снять документальный фильм об эксплуатации детей в Америке за два месяца до убийства Бриджеса) как «настоящего урода», который был хорошо известен мужчинам-проституткам района Uptown.
В квартире Эйлера юноша был привязан бельевой веревкой к стулу, прежде чем его избили, пытали, а затем зарезали. После Эйлер расчленил тело Бриджеса в ванной, разрезав на восемь частей; каждая из которых была полностью обескровлена, прежде чем поместить всё это в шесть отдельных пластиковых пакетов.
Расчлененное тело Дэниела Бриджеса было обнаружено уборщиком Джозефом Балла утром 21 августа 1984 года. Его останки были помещены в мусорный контейнер рядом с квартирой Эйлера в помещении не предназначенном для использования жильцами жилого комплекса Эйлера. Полагая, что пакеты были выброшены незаконно, Балла решил вынуть их из мусоросборника, чтобы осмотреть содержимое. Извлечение первого пакета из мусорника привело к тому, что пакет прорвался, и содержимое оказалось отрезанной человеческой ногой.

## Второй арест
Сообщив о своей находке в полицию, Балла заявил, что другие уборщики видели, как арендатор по имени Ларри Эйлер укладывал пакеты в мусорный контейнер накануне днем. Услышав имя Эйлера, капитан полиции Фрэнсис Нолан сообщил четырём другим присутствующим офицерам: «Задержите любого, кто занимает [квартиру] 106. Мне все равно кто это.» Через несколько минут Эйлер был арестован в своей квартире. Добровольскис также был взят под стражу, хотя вскоре его освободили без предъявления обвинений.
Судебно-медицинская экспертиза квартиры Эйлера, проведенная 21 и 22 августа, показала, что из его спальни, которая была перекрашена, недавно было убрано большое количество крови, также обширные следы разбрызгивания крови были обнаружены на полу, стенах и потолке. Многочисленные следы крови, которые, как позже было установлено, принадлежали Дэниелу Бриджесу, были также обнаружены на матрасе, сиденье стула, кожаном ремне, диване в этой комнате и под половицами у двери в ванную.
В шкафу Эйлера следователи обнаружили джинсы покойного с пятнами крови. Отличительная футболка Бриджеса из Университета Дьюка, также сильно испачканная кровью, была обнаружена в корзине вместе с кожаным жилетом, принадлежащим Эйлеру, который недавно был постиран. Кроме того на месте преступления следователи обнаружили ножовку. Лезвия для этого инструмента, а также шило были извлечены из ящика в подсобном помещении. Квитанции, изъятые при обыске, показали, что Эйлер недавно приобрел несколько ножовочных полотен.
Судебно-медицинская экспертиза мешков, использованных для сокрытия останков Бриджеса, выявила несколько отпечатков пальцев, которые, как было установлено, принадлежали Эйлеру. Эти отпечатки пальцев были обнаружены как на внутренней, так и на внешней поверхностях пакетов. 24 августа следователи провели тест люминола в пустой квартире Эйлера. Этот тест выявил обширные следы крови в спальне. Другие отметины на полу указывали на то, что тело Бриджеса было перетащено из спальни в ванну, где, очевидно, было расчленено.

### Второе обвинение в убийстве
22 августа Эйлеру было официально предъявлено обвинение в убийстве Бриджеса. Он отрицал какую-либо причастность к преступлению, настаивая на том, что его отпечатки пальцев, должно быть, были случайно оставлены на мешках с телом Бриджеса, поскольку он отодвинул их в сторону, когда помещал свои мешки для мусора в мусорный контейнер.
В тот же день судебно-медицинский эксперт округа Кук доктор Роберт Стейн провел вскрытие тела Бриджеса, которое установило, что смерть наступила в результате множественных ран, нанесенных ножом и инструментом, похожим на шило. Переломов лица видно не было, хотя подростка, очевидно, били в область правого глаза, а также нанесли многочисленные неглубокие порезы на лице перед смертью. Четырнадцать ран, вероятно, нанесенных ледорубом или шилом, также были видны на груди Бриджеса и вокруг неё; эти раны также были нанесены до смерти. Более того, пять ножевых ранений в живот были заметно глубокими и привели к тому, что участки кишечника Бриджеса выступали через раны. Три дополнительных ножевых ранения в спину подростка были нанесены с такой силой, что были пробиты сердце и левое легкое.
Чтобы законно добиваться смертной казни, прокуроры Марк Ракоци и Рик Сток на предстоящем судебном процессе над Эйлером, решили обвинить того в похищении при отягчающих обстоятельствах, незаконном удержании и сокрытии тела Бриджеса, в дополнение к обвинению в убийстве.

## Суд
Эйлер был привлечен к суду за похищение при отягчающих обстоятельствах, незаконное удержание, убийство и сокрытие тела Дэниела Бриджеса 1 июля 1986 года. Его судили в округе Кук, штат Иллинойс, перед судьей Джозефом Урсо, и он решил официально заявить о своей невиновности по предъявленным ему обвинениям. Поскольку Эйлер был финансово неплатежеспособен, его защищали два государственных защитника Клэр Хиллиард и Том Аллен, а Дэвид Шипперс также проинформировал судью Урсо о своем намерении предложить свои юридические услуги «безвозмездно». Адвокаты Эйлера проинструктировали своего клиента не давать показаний от своего имени.
В своем вступительном слове перед присяжными в этот день Ракоци изложил прямые и косвенные доказательства, которые должны быть представлены против обвиняемого, заявив, насколько близок был Эйлер к тому, чтобы избежать правосудия в этом убийстве; если бы уборщик Балла не подозревал Эйлера в том, что он просто незаконно выбрасывал мусор, тело Бриджеса «было бы похоронено на какой-то свалке». Ракоци также сослался на замечание Эйлера, сделанное уборщику, который спросил его, что он выбрасывает в мусорный бак, когда он помещал пакеты в мусорный контейнер: «Просто избавляюсь от некоторого дерьма из своей квартиры.»
Дэвид Шипперс выступил со вступительным словом от имени защиты, утверждая, что единственным доказательством причастности Эйлера к убийству было то, что он оперировал пакетами, в которых находилось тело Бриджеса, при этом очевидцы также наблюдали, как он выбрасывал пакеты в мусорный бак, но ни один из свидетелей не может доказать, что он действительно убил жертву. Шипперс утверждал, что двое других мужчин попеременно находились в квартире Эйлера в период с 19 по 21 августа, один из которых провел там много времени. Кроме того, в связи с обвинением в похищении при отягчающих обстоятельствах Шипперс заявил, что не существует доказательств того, что Бриджес проник в квартиру Эйлера непреднамеренно, добавив, что нет никаких доказательств того, что он также находился внутри пикапа Эйлера, поскольку детальная судебно-медицинская экспертиза транспортного средства не выявила волокон или отпечатков пальцев покойного.

### Свидетельские показания
Первым свидетелем обвинения, давшим показания против Эйлера, был Роберт Литтл, который показал, что находился в компании Эйлера с 17 по 19 августа, хотя он утверждал, что вернулся в Терре-Хот примерно в 22:15 в вечер убийства Бриджеса.
Доктор Роберт Стейн дал показания от имени обвинения 2 июля. Он описал обширные пытки и увечья, нанесенные Бриджесу до и после его смерти, как «один из худших случаев», которые он когда-либо видел, добавив, что рисунок и глубина зазубрин, обнаруженных на теле покойного, точно соответствовали лезвиям ножовки, найденным в квартире Эйлера. После перекрестного допроса Стейн признался Тому Аллену, что обнаружил следы алкоголя и кокаина в крови жертвы, что предполагает возможность того, что он не был похищен и добровольно вошел в квартиру Эйлера.
4 июля уборщик по имени Эл Бурдицки дал показания о том, что был свидетелем того, как 20 августа Эйлер совершил от восьми до двенадцати походов в общий шкаф для хранения вещей, при этом Эйлер объяснил ему, что он «брал инструменты для работы». Несколько часов спустя Бурдицки также стал свидетелем того, как Эйлер совершил три отдельных похода к мусоросборнику.
7 июля Джон Добровольскис дал показания от имени обвинения, заявив, что он звонил Эйлеру три раза между 20:45 и 23:25 в день исчезновения Бриджеса, и потом ночью в 2:45 20 августа, только чтобы услышать, чтобы он не посещал квартиру, поскольку Эйлер все ещё был в компании Роберта Литтла. Добровольскис заявил, что это было крайне необычно, поскольку Литтл обычно возвращался в Терре-Хот рано по воскресеньям. Добровольскис далее показал, что в своем последнем телефонном звонке он сообщил Эйлеру о своих намерениях быть в его квартире через пятнадцать минут, только для того, чтобы Эйлер заявил: «Нет, не делай этого». Затем Эйлер согласился немедленно поехать к Добровольскису домой, и по его прибытии тот отметил, что он очевидно, недавно принимал ванну или душ. Он не был заинтересован в сексе, и в этот момент Добровольскис поверил, что Эйлер был с другим мужчиной.
Немногим позже подтвердились отдельные части показаний Добровольскиса, хотя он настаивал на том, что покинул квартиру Эйлера примерно за пятнадцать минут до того, как Бриджеса в последний раз видели живым.
Чтобы подтвердить свое утверждение о том, что он покинул квартиру Эйлера поздно вечером 19 августа, адвокат Литтла представил в качестве доказательства налоговую квитанцию, подтверждающую, что Литтл заплатил налоги на имущество в своем кондоминиуме Терре-Хот в полдень 20 августа. Когда его спросили, почему он оплатил счет в этот день, несмотря на то, что этот налоговый счет должен быть оплачен только в октябре, Литтл заявил, что решил сделать это, поскольку у него было достаточно финансов и он просто «решил оплатить некоторые счета».
В попытках защиты посеять обоснованное сомнение в умах присяжных относительно того, кто совершил убийство Бриджеса, Шипперсу удалось заставить Добровольскиса признать, что причина, по которой Эйлер был «не заинтересован» в сексе, возможно, заключалась в том, что он занимался сексом с согласия любовника в его квартире, и что это могло быть причиной того, что Эйлер активно отговаривал Добровольскиса от посещения его квартиры 19 и 20 августа. Шипперс также сослался на удобство поездки Литтла из Роджерс-парка в Терре-Хот, чтобы оплатить налоговый счет, который можно было не оплачивать ещё в течение двух месяцев, утром после убийства Бриджеса, также добавив, что было странно, что он решил оплатить счет лично, когда обычно оплачивал свои счета по почте. Шипперс предположил, что причиной, по которой Литтл лично оплатил этот счет, была попытка создать алиби.
Поддерживая утверждение обвинения, что Эйлер заманил Бриджеса к себе домой не для того, чтобы вступить в сексуальные отношения, а просто для того, чтобы пытать и убить, 8 июля судебно-медицинский эксперт Марион Капоруссо дал показания, что на теле жертвы или внутри него не было обнаружено спермы. При перекрестном допросе Капоруссо признал, что некоторые пятна крови, обнаруженные на ногтях, извлеченных из пепельницы в квартире Эйлера, не принадлежали ни Эйлеру, ни покойному, и что ни у одного другого человека, который, как известно, присутствовал в квартире Эйлера в период с 19 по 21 августа, не были взяты образцы крови для сравнения с этими пятнами крови.

### Заключительные аргументы
Как обвинение, так и адвокаты защиты представили свои заключительные аргументы перед присяжными 9 июля. Заместитель прокурора Рик Сток выступил с заключительными аргументами штата от имени обвинения, описав характер травм, полученных Бриджесом перед смертью, сославшись на преднамеренный характер убийства и попытки Эйлера скрыть все улики преступления.
После заключительного выступления Стока Дэвид Шипперс начал свою собственную презентацию перед присяжными, пообещав «говорить разумно» относительно дела и обвинений в уголовном преступлении против своего клиента, прежде чем заявить: «Где доказательства того, что Дэнни Бриджес был кем-то похищен?» Ссылаясь на рубцы на запястьях и лодыжках покойного, Шипперс предположил, что, поскольку Эйлер имел склонность к связыванию, Бриджес, возможно, добровольно подчинился этому акту. Предположив, что Эйлер, возможно, не был настоящим убийцей, Шипперс прислушался к показаниям Добровольскиса о том, что Роберт Литтл находился в квартире Эйлера ночью в 2:45 20 августа, и об удобстве, с которым он решил оплатить налоговый счет, который не нужно было оплачивать в течение двух месяцев позже в тот же день, в возможной попытке создать себе алиби. Затем Шипперс сослался на принятие государством версии событий Литтла и отсутствие какого-либо расследования его потенциальной вины, добавив: «Ну, если Литтл так говорит, это должно быть правдой».
Марк Ракоци выступил с кратким опровержением, в котором утверждал, что представленные доказательства в подавляющем большинстве свидетельствовали о виновности Эйлера, прежде чем государство прекратило свое дело. Затем судья Урсо проинформировал присяжных о факторах, которые следует учитывать при вынесении решения, добавив, что они не должны допускать, чтобы предубеждения или симпатии влияли на их вердикты. Затем присяжные удалились, чтобы обсудить свой вердикт.

## Приговор
Присяжные совещались в течение трех часов, прежде чем вынести свой вердикт. Эйлер был признан виновным в похищении при отягчающих обстоятельствах, незаконном удержании и убийстве Дэниела Бриджеса, в дополнение к сокрытию тела подростка. Когда был оглашен вердикт, на его лице не отразилось никаких эмоций, хотя его руки сжимали ноги адвокатов, сидевших по обе стороны от него.

### Этап наказания
30 сентября и обвинение, и адвокаты защиты изложили свои аргументы в отношении приговора, который должен быть вынесен Эйлеру перед судьей Урсо; эти аргументы завершились на следующий день.
Прокурор Ричард Сток представил четырёх человек, каждый из которых дал показания о случаях, когда они подвергались нападению, а в одном случае Эйлер оставил их умирать в период с 1978 по 1981 год. Указав на сходство в том, как Эйлер связывал или обездвиживал этих людей, со связыванием и пытками, которым подвергся Бриджес, прежде чем его «наконец-то избавили от страданий», Сток добавил: «Ваша честь, ничто не может смягчить слезы и агонию, которые Ларри Эйлер причинил за всю свою жизнь, тридцать три года, и он причинил больше слез, чем кто-либо другой […] приговор, отличный от смертной казни, даст ему свободу».
1 октября Дэвид Шипперс представил четырёх характерных свидетелей (мать Эйлера, отчима, сестру и католического капеллана), чтобы засвидетельствовать доброту и порядочность, которые они наблюдали в характере Эйлера, при этом мать Эйлера, Ширли Декофф, сослалась на эмоционально трудное детство сына и её частые браки и разводы с чередой мужей-насильников, поскольку она постоянно стремилась к стабильности для своих детей. И мать, и сестра Эйлера плакали, умоляя судью Урсо сохранить жизнь Эйлера.
Шипперс изложил свое убеждение в том, что смертная казнь в этом случае неуместна, заявив, что представленные присяжным доказательства, утверждающие, что его клиент совершил убийство, основаны на косвенных уликах. Он также сослался на исторические случаи, когда свидетели давали ложные показания, и на случаи, когда присяжные неправильно выносили обвинительные вердикты в отношении невиновных подсудимых. Шипперс завершил свою аргументацию перед судьей Урсо, подчеркнув существование смягчающих факторов относительно виновности Эйлера в фактическом акте убийства, прежде чем просить приговорить его клиента к пожизненному заключению.

## Смертный приговор
Выслушав заключительные аргументы адвокатов, судья Урсо объявил, что огласит свое решение в 10:00 3 октября. В этот день судья Урсо официально приговорил Эйлера к смертной казни путем смертельной инъекции. Подчеркнув, что ему было трудно принять решение из-за своих религиозных убеждений, Урсо объяснил: «Бессмысленное и варварское убийство 16-летнего мальчика, убийство, которое было настолько жестоким, что не поддается описанию, показывает мне ваше полное пренебрежение к человеческой жизни. Если когда-либо существовал человек или ситуация, для которых смертная казнь была бы уместна, то это вы. Вы злой человек. Вы действительно заслуживаете смерти за свои поступки. Настоящим я приговариваю вас к смертной казни за убийство Дэнни Бриджеса, совершенное в ходе его похищения при отягчающих обстоятельствах».
После вынесения приговора Эйлер был переведен в Исправительный центр Понтиак (Pontiac Correctional Center), где он оставался заключен в камере смертников. В этом учреждении Эйлер прошел несколько психиатрических обследований. Эти тесты пришли к выводу, что Эйлер страдал от тяжелого пограничного расстройства личности. Отмечая патологическую чувствительность Эйлера к состоянию покинутости, эксперты предположили, что Эйлер убил в ответ на реальные или предполагаемые чувства отторжения со стороны своего возлюбленного, выплескивая свою ярость на своих жертвах. Более того, эти эксперты полагали, что он также совершил убийство, чтобы сохранить чувство контроля.

### Апелляция
В мае 1988 года Эйлер подал официальную апелляцию на вынесенный ему обвинительный приговор, утверждая, что, хотя он расчленил тело Бриджеса и избавился от останков, само убийство было совершено Робертом Литтлом в его отсутствие, и это утверждение не было опровергнуто обвинением на суде над ним. В этой апелляции далее утверждалось, что Бриджес был доставлен в квартиру Эйлера Робертом Литтлом (чей автомобиль не подвергался судебно-медицинской экспертизе), и что его алиби никогда не было подтверждено.
Эта апелляция была рассмотрена 10 мая 1989 года, а затем отклонена 25 октября. Первоначальная дата казни была назначена на 14 марта 1990 года.
5 ноября 1990 года офис апелляционного защитника Иллинойса назначил адвоката Кэтлин Зеллнер представлять интересы Эйлера в его продолжающихся апелляциях против обвинительного приговора.

## Дальнейшее осуждение за убийство
В ноябре 1990 года прокурор округа Вермиллион, штат Индиана Ларри Томас получил вещественные доказательства, изъятые против Эйлера в связи с убийством Ральфа Кализа (ранее судья Уильям Блок распорядился прекратить это дело) с намерением представить доказательства перед большим жюри штата Индиана. чтобы определить, имелись ли достаточные доказательства для обвинения Эйлера в убийстве Стивена Агана в декабре 1982 года.
Получив информацию о готовящемся обвинительном заключении в убийстве Агана, Эйлер согласился добровольно признаться в своей вине, хотя и настаивал на том, что это конкретное убийство было совершено при содействии Роберта Литтла. Он согласился признать свою вину и дать показания против своего утверждения о предполагаемом сообщнике при условии, что ему назначат фиксированный срок тюремного заключения, а не новый смертный приговор. Его предложение было принято, и 4 декабря Эйлер предоставил своему адвокату признание на семнадцати страницах.
13 декабря Эйлер снова признал себя виновным в убийстве Стивена Агана перед судьей Донной Дарнелл, дополнительно дав показания о том, что Роберт Литтл был сознательным и добровольным участником этого убийства. (Независимая проверка на полиграфе, проведенная до суда над Литтлом, показала подлинность этого утверждения и дальнейшего заявления Эйлера о том, что Литтл был тем человеком, который на самом деле убил Дэниела Бриджеса.)
28 декабря Эйлера приговорили к 60 годам тюремного заключения, которые должны были отбываться одновременно с его существующим сроком. Литтл (53 года) был арестован 18 декабря и официально обвинен в убийстве первой степени, по которому грозило наказание в виде 60 лет тюремного заключения, если его признают виновным.
В следующем месяце Кэтлин Зеллнер предложила сделку от имени своего клиента, согласно которой Эйлер признался бы в своей вине ещё в двадцати убийствах, совершенных в десяти округах Иллинойса и Индианы, если штат Иллинойс заменит его смертный приговор пожизненным заключением без права досрочного освобождения. По словам Зеллнер, её клиент предложил до конца января, чтобы эта сделка была принята, иначе он «унесет свои секреты в могилу». Хотя власти восьми из этих десяти юрисдикций с готовностью согласились предложить Эйлеру длительный тюремный срок в обмен на его признание, а девятая юрисдикция заявила о потенциальной готовности, но ожидала официального ответа от округа Кук, прокурор штата округа Кук Джек О’Мэлли в конечном счете отклонил предложение Эйлера.

## Суд над Робертом Литтлом

### Показания Эйлера
Роберт Литтл предстал перед судом 11 апреля 1991 года. Его судили в округе Вермиллион перед судьей Доном Дарнеллом, и официально признал себя невиновным.
Эйлер дал показания против своего предполагаемого сообщника на этом процессе, утверждая, что он и Литтл оба совершили убийство Агана 19 декабря 1982 года. По словам Эйлера, эти двое регулярно общались в гей-сообществе Индианаполиса, иногда приводя молодых людей в дом Литтла для занятий сексом, причем Литтл часто фотографировал половые акты.
В показаниях Эйлера утверждалось, что в день убийства Литтл предложил им двоим «разыграть сцену», что, как он понял, означало совершить убийство ради сексуального удовольствия, поскольку Литтл сфотографировал событие камерой «Полароид». Он и Литтл заманили Агана, которого Эйлер смутно знал, часто посещая автомойку, где работал Аган — в машину Литтла в Терре-Хот, первоначально с обещанием Агану просто выпить с ними. Хотя Аган и был гетеросексуален, он согласился принять участие в связывании и фотосессии за деньги.
Мужчины сначала снова поехали в место, расположенное недалеко от регионального аэропорта Терре-Хот, где охранник приказал всем троим покинуть территорию аэропорта. Затем Эйлер поехал к заброшенному сараю недалеко от дороги номер 63 штата Индиана. В этом месте Агану связали руки над балкой, прежде чем заткнуть рот кляпом и связать. По словам Эйлера, Литтл затем крикнул: «Достань нож», прежде чем нанести удар Агану. Далее Эйлер дал показания, что Литтл неоднократно мастурбировал, фотографируя его, когда он связывал и неоднократно наносил удары ножом Агану, и что Литтл также ударил ножом молодого человека, прежде чем заявить Эйлеру: «Ладно, убей ублюдка». Литтл забрал майку Агана с места преступления и позже пожаловался Эйлеру, что по его мнению, общий ритуал убийства был слишком быстрым.

### Перекрестный допрос
Во время перекрестного допроса один из адвокатов Литтла, Деннис Зан, заявил, что, поскольку Литтл выступал в качестве свидетеля обвинения на предыдущем процессе Эйлера по делу об убийстве Дэниела Бриджеса, он просто обвинял Литтла в ещё одном убийстве, которое он совершил в качестве формы мести. В поддержку этого утверждения Зан допросил Эйлера в отношении пятнадцати других его предполагаемых жертв; в каждом случае Эйлер пользовался своими правом пятой поправки и предложил адвокатам Литтла расспросить своего клиента об этих убийствах. На вопрос о том, расчленил ли он тело Дэниела Бриджеса, Эйлер признал, что совершил это деяние, хотя и отрицал ответственность за фактическое убийство подростка.
Далее на вопрос о том, почему не было найдено фотографий, изображающих связывание Агана и его убийство во время полицейских обысков дома у Литтла ни в 1983, ни в 1990 годах, Эйлер заявил, что Литтл избавился от фотографий после обыска в его доме в 1983 году, добавив, что фотографии находились в шкафу в спальне Литтла, который не подвергался обыску.
12 апреля доктор Джон Плесс рассказал о вскрытии, которое он провел над телом Агана 28 декабря 1982 г. Доктор Плесс засвидетельствовал, что за свою карьеру видел несколько выпотрошенных тел, прежде чем заявить: «Это было [наиболее сильно изуродованное тело], которое разрезали на куски.» Плесс показал, что многие из побоев, колотых и режущих ранений были нанесены после того, как Аган уже был мертв, хотя многочисленные глубокие раны в шею и пах были нанесены, когда молодой человек был ещё жив. Далее он показал, что не может однозначно определить фактическое время смерти Агана, но заявил, что, по его мнению, молодой человек был убит до 21 декабря.
Адвокат защиты Джеймс Войлс утверждал, что его клиент не был в Индиане за неделю до Рождества ни в одном году между 1958 и 1989 годами. Чтобы поддержать это утверждение, мать Литтла показала, что она переехала из Индианы во Флориду в 1958 году; что её сын впервые посетил её дом примерно за неделю до Рождества в том году; и что с тех пор он «никогда не пропускал Рождество» в её доме ни в один год. Более того, он неизменно оставался у неё дома до Нового года. Однако это утверждение ранее было опровергнуто прокурором Марком Гринвеллом, который внес в реестр доказательств записи, подтверждающие, что автомобиль Литтла был доставлен в гараж в Терре-Хот для проведения мелких ремонтных работ 21 декабря 1982 года, и телефонный счет, подтверждающий, что звонок был сделан из дома Литтла в тот же день до того, как прокуроры прекратили свое дело 15 апреля.
Хотя Литтл был готов дать показания в свою защиту, 16 апреля адвокаты посоветовали ему этого не делать, объяснив тем, что, по их мнению, показания его матери произвели впечатление на присяжных и что, если он даст показания, его сексуальность в значительной степени будет обсуждаться в суде.

### Заключительные аргументы
И обвинение, и адвокаты защиты выступили со своими заключительными аргументами перед присяжными 17 апреля. Марк Гринвелл описал убийство как «спектакль», организованный по указанию Литтла, добавив, что убийство было совершено для удовлетворения страсти обвиняемого к садомазохистскому связыванию. Гринвелл также сделал вывод, что Эйлер лично ничего не выигрывал, утверждая, что Литтл активно участвовал в этом убийстве, добавив, что Эйлер с готовностью признался в физическом лишении жизни покойного.
Деннис Зан описал своего клиента как личность, ставшую жертвой из-за его сексуальности, и изобразил Эйлера осужденным убийцей, цинично фабрикующим обвинения против своего клиента в «последней отчаянной попытке смягчить свой смертный приговор». Ссылаясь на двадцать четыре случая, когда Эйлер воспользовался своими правами по пятой поправке в ответ на вопросы защиты, Зан закончил свое заключительное выступление вопросом к присяжным: «Осудили бы вы честного человека со слов Ларри Эйлера?»

### Оправдательный приговор
После более чем семичасового обсуждения 17 апреля присяжные признали Литтла невиновным по всем пунктам обвинения. Литтл ухмыльнулся, когда был зачитан вердикт, прежде чем обнять своего адвоката, когда брат и родители Стивена Агана выбежали из зала суда. После своего оправдания Литтл провел пресс-конференцию, на которой сообщил журналистам: «Я просто так рад, что это испытание закончилось», прежде чем заявить о своих намерениях вернуться на преподавательскую должность в Университете штата Индиана.

## Смерть
Ларри Эйлер скончался в лазарете исправительного центра Понтиак 6 марта 1994 года. Его смерть наступила из-за осложнений, связанных со СПИДом; он был серьёзно болен примерно за десять дней до своей смерти.
На момент смерти Эйлера его адвокат Кэтлин Зеллнер подготовила ещё одну апелляцию, оспаривающую обвинительный приговор её клиенту по делу об убийстве Бриджеса. Эта апелляция находилась на рассмотрении в Верховном суде Иллинойса, и Зеллнер по-прежнему была уверена, что обвинительный приговор Эйлеру был бы отменен.
В самой апелляции утверждалось, что у одного из адвокатов Эйлера, Дэвида Шипперса, был конфликт интересов, поскольку он получил выплату в размере 16 875 долларов от Роберта Литтла за помощь в защите Эйлера на суде по делу об убийстве Дэниела Бриджеса, хотя Литтл выступал в качестве свидетеля на этом же суде. Шипперс сообщил судье Урсо, что он предлагал свои юридические услуги бесплатно; добавив, что он проинформирует суд, если эти обстоятельства изменятся. Таким образом, в апелляции утверждалось, что Шипперс был виновен в неправомерном поведении адвоката и что осуждение Эйлера, следовательно, было небезопасным. Зеллнер настаивала на своем убеждении, что конфликт интересов такого масштаба, несомненно, привел бы к тому, что Эйлер добился пересмотра дела. В этом обращении также утверждалось, что Литтл был тем человеком, который на самом деле убил Дэниела Бриджеса.

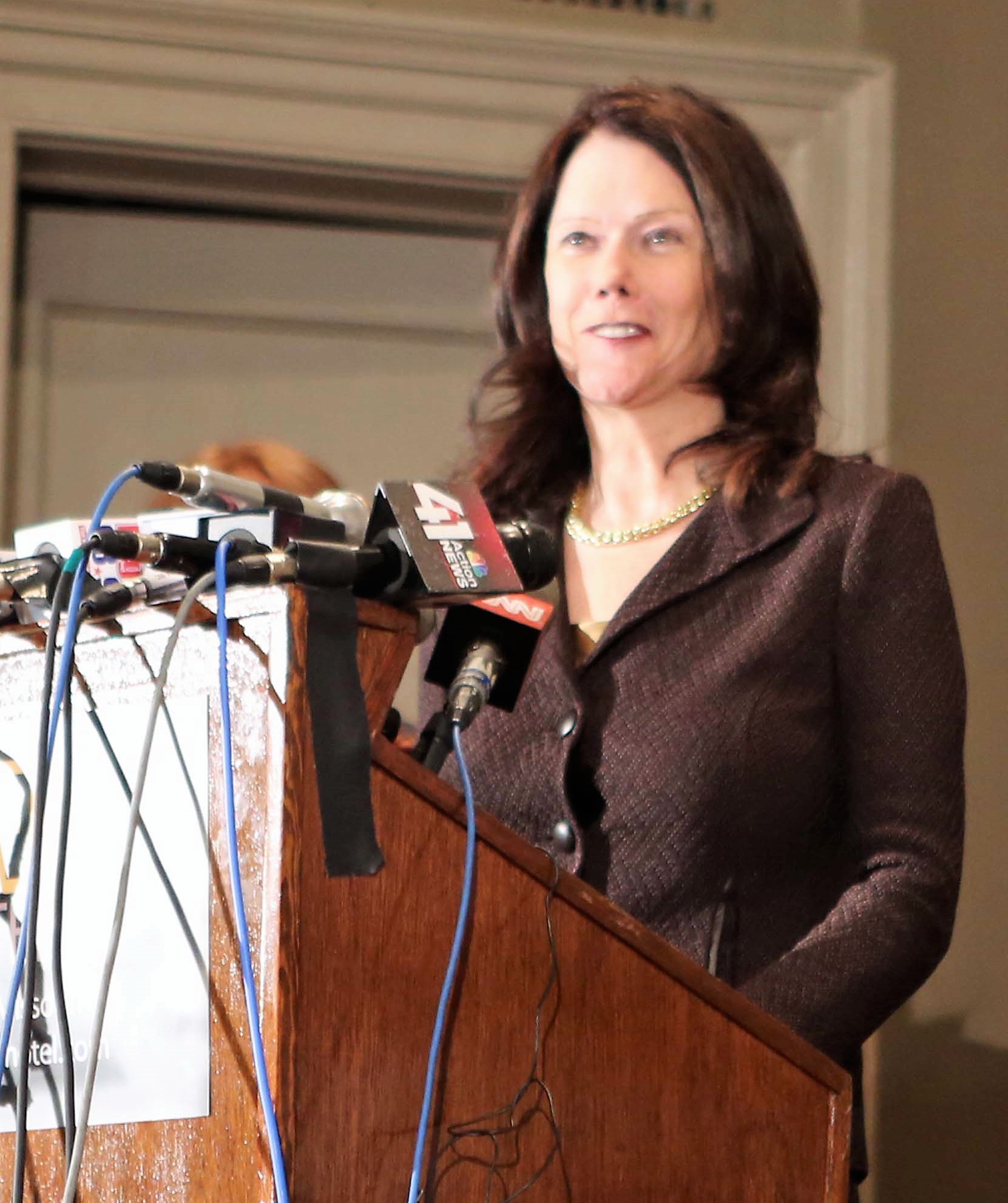
Кэтлин Зеллнер в 2013 году. Зеллнер убедила Эйлера позволить ей публично обнародовать признание после его смерти.

Вскоре после смерти своего клиента Зеллнер подтвердила, что она продолжит подачу апелляции, чтобы прояснить различные нерешенные юридические вопросы, связанные с отсутствием полицейского расследования в отношении Роберта Литтла как потенциального виновника похищения и убийства Бриджеса, а также в отношении документов, опровергающих обвинение её клиента в похищении при отягчающих обстоятельствах, которые не были предоставлены адвокатам защиты Эйлера либо до, либо после его судебного разбирательства.

### Посмертное признание
Через два дня после смерти Эйлера Кэтлин Зеллнер созвала пресс-конференцию, на которой раскрыла имена и подробности убийств семнадцати человек, в которых признался её клиент, и назвала имена ещё четырёх человек — Стивена Крокетта, Стивена Агана, неизвестного белого мужчины, убитого в конце мая 1983 года и позже идентифицированого как Джон Бранденбург-младший. и ещё одного неопознанного белого мужчину, убитого в апреле 1984 года— которого, по утверждению Эйлера, убили при соучастии Роберта Литтла (которого Зеллнер на этой пресс-конференции назвала «неназванным человеком, все ещё живущим в Индиане»). Зеллнер подчеркнула, что её клиент настаивал на том, что Литтл был тем человеком, который на самом деле убил Дэниела Бриджеса.
По словам Зеллнер, её клиент был эмоционально неуверенным человеком, который рассматривал Роберта Литтла как нечто вроде отца, которого у него никогда в жизни не было, и это сделало Эйлера уязвимым для манипуляций, при этом Литтл использовал его как средство облегчения своего собственного доступа к молодым мужчинам в сексуальных целях в обмен на финансовую поддержку, которую он оказывал. Зеллнер далее утверждала, что парафилия Эйлера непреднамеренно усилила его склонность к насилию, и что Литтл начал поощрять её клиента проявлять крайнюю ненависть к себе в связи с его гомосексуальностью и конфликтом между его сексуальными предпочтениями и его религиозными убеждениями по отношению к другим мужчинам примерно за шесть месяцев до того, как эти двое похитили и убили Стивена Крокетта. Более того, Литтл активно поощрял и подстрекал Эйлера во всех его последующих убийствах, который знал обо всех его преступлениях.
Подчеркнув свою веру в признания Эйлера, Зеллнер уточнила, что её клиенту был официально поставлен диагноз СПИД в марте 1991 года, и поэтому «когда он давал показания на суде [над Литтлом] по делу об убийстве Стивена Агана, он знал, что умирает. Я верю, что Ларри был правдив. У Ларри не было никакого стимула кому-либо лгать.»
В своем посмертном признании Эйлер заявил, что обычно заманивал своих жертв — которые были как гетеросексуалами, так и гомосексуалами — обещаниями наркотиков, алкоголя, денег или транспорта и что непосредственно перед тем, как нанести удар нескольким своим жертвам, он прижимал лезвие своего ножа к их животу, прежде чем попросить свою жертву «заключить мир с Богом». Более того, Эйлер утверждал, что никогда не занимался сексом ни с одной из своих жертв, и он часто отдавал футболки своих жертв Роберту Литтлу, чтобы тот использовал их в мастурбационных фантазиях.
Зеллнер заявила, что Эйлер начал составлять список своих жертв вскоре после того, как она была назначена его законным представителем в ноябре 1990 года в попытке добиться сделки о признании вины, согласно которой его приговор был бы заменен на пожизненное заключение. Поскольку его здоровье постепенно ухудшалось, Эйлер уполномочил своего адвоката публично обнародовать его признания после своей смерти, объяснив это тем, что семьи его жертв узнают, что он признался в убийствах их родственников.
Я думаю, что единственная правильная вещь, которую он когда-либо делал в своей жизни — это дал мне разрешение прийти сюда сегодня… причина, по которой я здесь, заключается в том, чтобы семьи знали, что он действительно признался в убийствах ваших сыновей. Он сказал мне это, и я надеюсь, что это может принести вам некоторое душевное спокойствие.

## Жертвы
Посмертное признание Эйлера показало, что в период с 1982 по 1984 год он убил двадцать одного тинейджера и молодых мужчин. В четырёх убийствах Эйлеру помогал его предполагаемый сообщник Роберт Литтл. Он отрицал какую-либо вину в физическом убийстве Дэниела Бриджеса, хотя и признался в расчленении и утилизации тела подростка. Следователи твердо убеждены, что Эйлер также несет ответственность за ещё два убийства, совершенных в Висконсине и Кентукки в 1983 году.
В своем официальном признании Эйлер утверждал, что совершил свои убийства отчасти как средство облегчения внутренних разочарований, часто вызываемых ссорами с его любовником, и за то, что он испытывал чувство облегчения после акта. Его жертвами были автостопщики, мужчины-проститутки или люди, с которыми он обычно сталкивался случайно. Каждой жертве давали алкоголь и успокоительные средства и отвозили в отдаленный район, где Эйлер обычно ждал подходящего момента, чтобы надеть на свою жертву наручники. Затем он овладевал своей жертвой, затыкал ей рот кляпом, завязывал глаза и связывал её по рукам и ногам, прежде чем приступить к избиению, прежде чем убить её.
Из этих двадцати жертв, в которых Эйлер признался посмертно, десять были совершены в Индиане и десять в Иллинойсе. Более того, по словам Эйлера, тело одной из этих жертв — мужчины-проститутки из Uptown, известного как «Ковбой», убитого в его квартире в Роджерс-Парк в апреле 1984 года, — так и не было найдено.
В апреле 2021 года одна из четырёх жертв, обнаруженных рядом с дубом недалеко от заброшенного фермерского дома в Лейк-Виллидж, штат Индиана, 18 октября 1983 года, была достоверно идентифицирована с помощью ДНК и генетической генеалогии как Джон Бранденбург-младший из Чикаго. Одна жертва, найденная в этом месте, остается неопознанной. Ещё одна жертва, обнаруженная в округе Джаспер, штат Индиана 15 октября 1983 года, была идентифицирована в декабре 2021 года как Уильям Льюис из Перу, штат Индиана.

### Список
| Имя Фамилия              | Возраст | Дата убийства           | Дата обнаружения     | Место убийства               |
| ------------------------ | ------- | ----------------------- | -------------------- | ---------------------------- |
| Стивен Крокетт           | 19      | 23 октября 1982         | 23 октября 1982      | Округ Канкаки, Иллинойс      |
| Эдгар Ундеркофлер        | 26      | 30 Октября 1982 года    | 4 марта 1983 года    | Округ Вермилион, Иллинойс    |
| Джон Джонсон             | 25      | Ноябрь 1982             | 25 декабря 1982      | Округ Лейк, Индиана          |
| Уильям Льюис             | 19      | 20 ноября 1982          | 15 октября 1983 года | Округ Джаспер, Индиана       |
| Стивен Аган              | 23      | 19 декабря 1982         | 28 декабря 1982      | Округ Вермиллион, Индиана    |
| Джон Роуч                | 21      | 22 декабря 1982         | 28 декабря 1982      | Округ Патнэм, Индиана        |
| Дэвид Блок               | 22      | 30 декабря 1982         | 7 мая 1984           | Округ Лейк, Иллинойс         |
| Эрвин Гибсон             | 16      | 24 января 1983 года     | 15 апреля 1983 года  | Округ Лейк, Иллинойс         |
| Джон Бартлетт            | 19      | 2 марта 1983 года       | 18 октября 1983 года | Округ Ньютон, Индиана        |
| Майкл Бауэр              | 22      | 8 марта 1983 года       | 18 Октября 1983 года | Округ Ньютон, штат Индиана   |
| Ричард Уэйн-младший      | 17      | 20 марта 1983 года      | 7 Декабря 1983       | Округ Хендрикс, штат Индиана |
| Джей Рейнольдс *         | 29      | 22 марта 1983 года      | 22 марта 1983 года   | Округ Мэдисон, Кентукки      |
| Густаво Эррера           | 28      | 8 апреля 1983 года      | 8 апреля 1983 года   | Округ Лейк, Иллинойс         |
| Джимми Робертс           | 18      | 4 мая 1983 года         | 9 мая 1983 года      | Округ Кук, Иллинойс          |
| Дэниел Макнейв           | 21      | 7 мая 1983 года         | 9 мая 1983 года      | Округ Хендрикс, Индиана      |
| Ричард Брюс              | 25      | 18 мая 1983 года        | 5 декабря 1983 года  | Округ Эффингем, Иллинойс     |
| Джон Бранденбург-младший | 19      | около 29 мая 1983 г.    | 19 октября 1983 года | Округ Ньютон, Индиана        |
| Кит Биббс                | 16      | около 11 июля 1983 года | 18 октября 1983 года | Округ Ньютон, Индиана        |
| Ральф Кализ              | 28      | 31 августа 1983 года    | 31 августа 1983 года | Округ Лейк, Иллинойс         |
| Эрик Хансен *            | 18      | 27 сентября 1983 года   | 4 октября 1983 года  | Округ Кеноша, Висконсин      |
| Дэниел Бриджес           | 16      | 19 августа 1984 года    | 21 августа 1984      | Округ Кук, Иллинойс          |

Примечание
- Хотя Эйлер не признался в убийствах Джея Рейнольдса и Эрика Хансена, он считается главным подозреваемым в обоих убийствах.[206]

### Неопознанные жертвы
Четыре жертвы Эйлера до сих пор остаются неопознанными, тело одного из которых так и не было найдено. Тела двух из этих неопознанных умерших были обнаружены в Индиане, а ещё одна жертва была обнаружена в Иллинойсе. Каждый неопознанный умерший перечислен ниже в порядке обнаружения тела, причем последняя запись является записью в посмертном признании Эйлера ещё в одном убийстве, которое, по его утверждению, он совершил с помощью Роберта Литтла в 1984 году.

| - 2 июля 1983 года. Округ Форд, штат Иллинойс. Латиноамериканец, 20-25 лет. | - 7 декабря 1983 года. Округ Хендрикс, штат Индиана. Афроамериканец, возраст 25-39 лет. - приблизительно апрель 1984 года. Округ Кук, штат Иллинойс. Европеец, 16-19 лет. |

## Последующие события
После ареста Эйлера и последующего осуждения за убийство Дэниела Бриджеса окружной судья округа Лейк Уильям Блок столкнулся с политическими последствиями в результате своего решения скрыть доказательства, касающиеся вины Эйлера в убийстве Ральфа Кализа, и снизить сумму залога до 10 000 долларов. Блок позже безуспешно пытался получить назначение в Апелляционный суд Иллинойса. Он оставался судьей окружного суда в Уокигане.
Любовник Эйлера, Джон Добровольскис, переехал в Калифорнию вскоре после его ареста. Позже он вернулся, чтобы жить со своей женой Салли в Чикаго. Добровольскис умер от СПИДа в январе 1990 года в возрасте 29 лет.
Вскоре после своего оправдания в 1991 году по делу об убийстве Стивена Агана Роберт Литтл вернулся на преподавательскую должность, которую он занимал в Университете штата Индиана с 1971 года, и продолжал настаивать на своей неосведомленности и невиновности в любых убийствах, совершенных Эйлером.
В день, когда посмертное признание Эйлера было обнародовано его адвокатом, представитель прокуратуры округа Кук заявил средствам массовой информации, что, несмотря на заявления Эйлера о том, что Литтл помогал ему в четырёх убийствах, и что Литтл действительно убил Дэниела Бриджеса, существовало недостаточно реальных доказательств, подтверждающих признания Эйлера, и что никакого дальнейшего расследования предполагаемого участия Литтла в убийствах Эйлера не последует.
Кэтлин Зеллнер продолжает заниматься юридической практикой в Даунерс-Гроув, штат Иллинойс. Её фирма специализируется на отмене неправомерных приговоров. Вскоре после того, как Эйлер признался ей в своей вине в двадцати одном убийстве в 1990 году, Зеллнер решила, что никогда больше сознательно не будет защищать другого виновного человека.

## В массовой культуре
Кинофильмы и телесериалы
- Упоминается во втором сезоне сериала Netflix Making a Murderer Создавая убийцу (сериал 2015 — …) режиссёры Мойра Демос, Лаура Риччарди